# I'm Indian
I'm Indian är den svenske indierockartisten Timo Räisänens andra studioalbum, utgivet 2006 på Razzia Records.
Från skivan släpptes singlarna Fear No Darkness, Promised Child (2006) och Let's Kill Ourselves a Son, vilka både tog sig in på den svenska singellistan.

## Låtlista
Där inte annat anges är låtarna skrivna av Timo Räisänen.
1. "I'm Indian" - 5:54
2. "Gee Whiz" - 3:08
3. "Fear No Darkness, Promised Child" - 3:29
4. "I'm Sorry Shirley" - 2:49
5. "Lead Star" - 3:18
6. "Don't Break Your Mothers Heart" - 4:57
7. "When My Tear Hits the Floor" - 5:00
8. "Let's Kill Ourselves a Son" - 3:14
9. "Mr. Saturday" - 3:48
10. "Join the Riot" - 3:55 (Daniel Alexander/Timo Räisänen)
11. "Mummy" - 6:57

## Medverkande
- Fredrik Harkén - foto
- Patrik Herrström - trummor
- Joel Magnusson - bas, piano
- Niels Nankler - gitarr
- Frederic Ogéus - piano (spår 7)
- Hans Olsson - medproducent, keyboards, oljud
- Thomas Rusiak - producent (spår 4 & 10)
- Timo Räisänen - gitarr, sång, producent

## Mottagande
I'm Indian snittar på 3,1/5 på Kritiker.se, baserat på sex recensioner. Dagens skiva gav betyget 9/10, Expressen 3/5, Helsingborgs Dagblad 2/5, Musiklandet 2/5, Metica 7/10 och Svenska Dagbladet 3/6.

## Listplaceringar
| Lista (2006) | Topplacering |
| ------------ | ------------ |
| Sverige      | 17           |

### Fotnoter
1. 1 2  ”I'm Indian”. Discogs.com. http://www.discogs.com/Timo-R%C3%A4is%C3%A4nen-Im-Indian/release/1103223. Läst 17 juni 2012.
2. 1 2  Listplacering
3. ↑  ”I'm Indian”. Kritiker.se. http://kritiker.se/skivor/timo-raisanen/im-indian/. Läst 17 juni 2012.